# ロスアラモス郡 (ニューメキシコ州)
ロスアラモス郡（Los Alamos County）は、アメリカ合衆国ニューメキシコ州にある郡。人口は18,343人（2000年）。郡はマンハッタン計画の間に、もっぱら連邦政府によって利用されたが、その前の連邦行政の結果、現在は自治体として認可された(incorporated)郡となった。郡の人口の中心地、ロスアラモスとホワイトロック(White Rock)は自治体として認可されていない(unincorporated)が、一般にはタウンサイト(townsites)またはコミュニティ(communities)と称される。多くの郡の事務所はロスアラモスにあり、郡庁所在地となっている。ロスアラモス郡はロスアラモス国立研究所の本拠地である。

## 地理
総面積は283 km² (109 mi² )で、目立った水面積はない。最高点は郡の北の境界に沿ったカバリョ山の10,480フィート。ロスアラモス郡は面積において、ニューメキシコ州で最も小さい郡である。

## 近接する郡
- リオアリバ郡 (ニューメキシコ州) - 北
- サンタフェ郡 (ニューメキシコ州) - 東
- サンドヴァル郡 (ニューメキシコ州) - 南, 西

## 人口統計
以下は2000年国勢調査における人口統計データである。
| 基礎データ - 人口: 18,343人 - 世帯数: 7,497世帯 - 家族数: 5,337家族 - 人口密度: 65/km² (168/mi²） - 住居数: 7,937軒 - 住居密度: 28/km² (73/mi²) 人種別人口構成 - 白人: 90.26% - アフリカン・アメリカン: 0.37% - ネイティブアメリカン: 0.58% - アジア人: 3.78% - 太平洋諸島系:0.03% - その他の人種: 2.70% - 混血(2人種間以上の): 2.28% - ヒスパニック・ラテン系: 11.75% 世帯と家族（対世帯数） - 全世帯数: 7,497世帯 - 18歳未満の子供がいる:33.50% - 結婚・同居している夫婦: 62.70% - 未婚・離婚・死別女性が世帯主: 5.70% - 非家族世帯: 28.80% - 単身世帯: 24.90% - 65歳以上の老人1人暮らし: 6.70% - 平均構成人数 - 世帯: 2.43人 - 家族: 2.92人 | 年齢別人口構成 - 18歳未満: 25.80% - 18-24歳: 4.40% - 25-44歳: 27.70% - 45-64歳: 30.00% - 65歳以上: 12.10% - 年齢の中央値: 41歳 - 性比（女性100人あたり男性の人口） - 総人口: 101.40人 - 18歳以上: 99.70人 収入と家計 - 収入の中央値 - 世帯: 78,993米ドル - 家族: 90,032米ドル - 性別 - 男性: 70,063米ドル - 女性: 40,246米ドル - 人口1人あたり収入: 34,646米ドル - 貧困線以下 - 対家族: 1.90% - 対人口: 2.90% - 18歳未満: 1.80% - 65歳以上: 4.70% |

## クオリティ・オブ・ライフ
アメリカン・シティ・ビジネス・ジャーナル紙による2004年の研究では、ロスアラモス郡はクオリティ・オブ・ライフの観点からアメリカで住む最良の場所の首位となった。ロスアラモス郡の住民の仕事の安定、収入、および高いレベルの教育、手ごろな住宅、短い通勤時間に起因している。というのも、住民の多くはロスアラモス国立研究所の科学者とエンジニアとして雇われているためであって、1年当たり78,993ドルの平均家計収入は、アメリカ合衆国すべての郡の間で4番目に高い。

## 政治
2004年以前は共和党の強固な地盤であったが、2008年以降の3回の大統領選挙では民主党への投票が共和党を上回っている。第3の政党への投票率が高くなることが特徴で、1980年のジョン・アンダーソン、1992年・1996年のロス・ペロー、2012年・2016年のゲーリー・ジョンソンにそれが見られる。